# Ignacio Rodes
Juan Ignacio Rodes Biosca (Alicante, 24 de agosto de 1961) es un guitarrista clásico, concertista y maestro español.

## Biografía
Ganador del primer premio en cinco concursos internacionales de guitarra, entre los que destacan los prestigiosos «Andrés Segovia», «Francisco Tárrega» y «José Ramírez», Ignacio Rodes está reconocido internacionalmente como uno de los mejores guitarristas de su generación.
Comenzó los estudios musicales con su madre a los ocho años. Realizó la carrera en el Conservatorio Superior «Oscar Esplá» de su ciudad natal, Alicante, bajo la dirección de José Tomás, participando en cursos internacionales impartidos por D. Russell, M. Barrueco y J. Williams, entre otros. Durante el período 1983-1986, becado por el British Council y el Ministerio de Cultura español, desarrolló en Londres estudios de música antigua y de la música instrumental de J. S. Bach.
A partir de su brillante debut en el Wigmore Hall de Londres en 1986, su carrera se desarrolló rápidamente, participando en festivales internacionales e la mayoría de países europeos, Estados Unidos, Sudamérica, China, Japón, Turquía y Vietnam. Ha actuado en importantes auditorios de todo el mundo: Alte Oper (Frankfurt), Alice Tully Hall-Lincoln Center (Nueva York), Performing Arts Centre (San Francisco), Tonhalle Maag (Zúrich),  Gran Sala Filarmónica (San Petersburgo), Kolarac Hall (Belgrado) Roetke Auditorium (Seattle), Museo Chopin (Varsovia), Palau de la Música de Barcelona, Auditorio Nacional de Madrid, Patio de los Arrayanes (La Alhambra, Granada), Museo Chillida Leku (San Sebastián), Sala Nezahualcoyotl (México), Teatro de la Opera de El Cairo, Teatro de la Ópera de Damasco (Siria), Teatro de la Ópera de Saigón (Vietnam), Yamaha Concert Hall (Osaka) etc.
Destacan los conciertos y grabaciones como solista con la English Chamber Orchestra, Orquesta Filarmónica de Belgrado, Hartford Symphony Orchestra, Camerata de San Petersburgo, Orquesta Sinfónica de Antalya, Orchestre de Picardie, Zurich Chamber Players, Orquesta Sinfónica de Ho Chi Minh, Orquesta Sinfónica de Barcelona, Real Filharmonía de Galicia, Orquesta del Palau de Les Arts, Orquesta Sinfónica de Madrid, Orquesta Sinfónica de Tenerife y ADDA Sinfónica, entre otras. Ha hecho grabaciones para radio y TV en diversos países europeos y americanos. Su discografía incluye cinco Cds, con las compañías Opera Tres, Fundación de Música Contemporánea y EMI Classics.
Ha sido invitado para ofrecer cursos en conservatorios y universidades como Manhattan School of Music (Nueva York), Mannes School of Music, (Nueva York), Bloomington School of Music (Indiana University, USA), University of Washington (Seattle, USA), Yale School of Music, The Boston Conservatory, North Carolina School of Music, California State University, Houston Fine Arts Center, Guildhall School of Music (Londres), Sibelius Academy (Helsinki), The Royal Danish Academy of Music (Copenhague), The Norwegian Academy of Music (Oslo), University of British Columbia (Vancouver), Conservatorio Nacional de México, Conservatorio de El Cairo, así como en otros importantes centros musicales españoles y europeos.
En la actualidad compagina su labor concertística con la docencia. Catedrático en el Conservatorio Superior de Alicante, Ignacio Rodes es director académico y profesor del Máster en Interpretación de Guitarra de la Universidad de Alicante. Doctor en Filosofía y Letras por esta universidad, ha obtenido el Premio Juan Andrés de Ensayo e Investigación de Ciencias Humanas (2023) por su libro sobre el origen y la evolución de la técnica guitarrística, publicado por la editorial Verbum.
En noviembre de 2022, la Diputación de Alicante le concedió el Premio Miguel Hernández por su trayectoria profesional.

## Auditorios
Ha actuado en importantes auditorios de todo el mundo entre los que cabe destacar: 
- ALTE OPER, Frankfurt
- WIGMORE HALL, Londres
- GREAT PHILARMONIC HALL, San Petersburgo
- HERMITAGE THEATRE, San Petersburgo
- TONHALLE MAAG, Zúrich
- KOLARAC HALL, Belgrado
- SOPHIENSAAL, Múnich
- AMERIKA-HAUS, Hamburgo
- TEATRO VALLE, Roma
- AUDITORIO ZANON, Udine
- TEATRO DE LA CITTÀ, Fiuggi
- CRR KONSER SALONU, Estambul
- HELSINKI MUSIC CENTER, Finlandia
- SALLE CHARTREUSE SAINT GERY, Burdeos
- GRAND THÉÂTRE, Laon, Francia
- MUSEUM F. CHOPIN, Varsovia
- ST. SOPHIA MONASTER, Ohrid, Macedonia
- NATIONAL THEATRE, Bitola
- ACADEMIA DE LAS ARTES, Tirana, Albania

- AUDITORIO NACIONAL DE MÚSICA, Madrid
- REAL MONASTERIO DE EL ESCORIAL, Madrid
- TEATRO INFANTA ISABEL, Madrid
- FUNDACIÓN JUAN MARCH, Madrid
- ATENEO, Madrid
- CASINO, Madrid
- PALAU DE LA MÚSICA, Barcelona
- AUDITORIO DE GALICIA, Santiago de Compostela
- PALACIO DE LA ALHAMBRA, Granada
- CHILLIDA LEKU, San Sebastián
- PALAU DE LA MÚSICA, Valencia
- TEATRO PRINCIPAL, Valencia
- AUDITORIO DE TENERIFE
- AUDITORIO ADDA, Alicante
- TEATRO PRINCIPAL, Alicante
- TEATRO CAMPOAMOR, Oviedo
- REALES ALCÁZARES, Sevilla
- PALACIO MARCH, Palma de Mallorca
- GRAN TEATRO, Elche
- TEATRO ROMEA, Murcia
- TEATRO REGIO, Almansa

- ALICE TULLY HALL, LINCOLN CENTER, Nueva York
- CASPARY AUDITORIUM, New York
- ST. PAUL’S CHAPEL, New York
- SPANISH INSTITUTE, New York
- BRUNO WALTER AUDITORIUM, Nueva York
- PERFORMING ARTS CENTER, San Francisco
- SHELDON THEATER, Saint Louis
- ROETHKE AUDITORIUM, Seattle
- HOADLEY AUDITORIUM, Hartford
- CALIFORNIA UNIVERSITY RECITAL HALL, Los Ángeles
- BRADY CENTER AUDITORIUM, Minnesota
- WALTERS ART GALLERY, Baltimore
- KATZIN CONCERT HALL, Arizona
- HOUSTON FINE ARTS CENTER, Arizona
- INTER-AMERICAN BANK AUDITORIUM, Washington
- RECITAL HALL, Bloomington School of Music, Indiana
- VIRGINIA BEACH CENTER FOR THE ARTS, Virginia
- WILLIAMSBURG LIBRARY, Virginia
- AMERICAN THEATER, Virginia
- RECITAL HALL, Indiana University
- MUSEUM OF AMERICAN ART, North Carolina
- CHURCH OF CHAPEL HILL, North Carolina
- MORSE RECITAL HALL, Connecticut
- THE BOSTON CONSERVATORY, Boston
- THE PUBLIC LIBRARY, Boston
- ETHICAL SOCIETY, St. Louis
- HOUSTON FINE ARTS CENTER, Denver
- PALACIO DE BELLAS ARTES, México DF
- SALA NEZAHUALCOYOTL, México DF
- CENTRO NACIONAL DE LAS ARTES, México DF
- AUDITORIO SILVESTRE REVUELTAS, México DF
- FORO CULTURAL COYOACANENSE, México DF
- MUSEO DE LA CIUDAD, México DF
- CENTRO CULTURAL JOSE MARTI, México DF
- MUSEO DEL PUEBLO, Guanajuato, México
- CENTRO CULTURAL, Tijuana, México
- MUSEO DE ARTE MODERNO, Guatemala City
- CONVENTO DE LA COMPAÑÍA DE JESUS, La Antigua, Guatemala
- TEATRO BRICANTE, Sao Paulo, Brasil
- TEATRO MANUEL SEGURA, Lima, Perú
- TEATRO MUNICIPAL CUZCO, Perú

- OPERA THEATRE, El Cairo, Egipto
- DRAMA THEATRE, Damasco, Siria
- TEATRO DE LA ÓPERA, Saigón, Vietnam
- WAKAYAMA ART CUBE, Wakayama, Japón
- OSAKA YAMAHA CENTER, Osaka, Japón
- KOBE ARTS CENTER, Kobe, Japón
- AUDITORIO ZOSHIGAYA, Tokio, Japón
- LUOYANG XINGHAI CONCERT HALL, Luoyang, China

## Orquestas
Ha colaborado como solista con numerosas orquestas entre las que cabe destacar:
- English Chamber Orchestra
- Orquesta Filarmónica de Belgrado
- Hartford Symphony Orchestra
- Orchestre de Picardie
- Camerata del Hermitage de San Petersburgo
- Zurich Chamber Players
- Ho Chi Minh Simphony Orchestra
- Orquesta Sinfónica Carlos Chávez
- Sinfonietta del Isste
- Orquesta Sinfónica de Antalya
- Orquesta Sinfónica de Barcelona
- Real Filharmonía de Galicia
- Orquesta Sinfónica de Madrid
- Orquesta Sinfónica de Tenerife
- Joven Orquesta Nacional de España
- Oviedo Filarmonía
- Orquesta Sinfónica de la Región de Murcia
- Orquesta de la Comunidad Valenciana
- ADDA Sinfónica de Alicante
- Orquesta de Cámara Ibérica
- Orquesta Ciudad de Elche
- Orquesta Sinfónica de Cuzco

## Actividad pedagógica
Su muy relevante  labor docente le ha llevado a impartir numerosos cursos en importantes centros musicales y festivales de guitarra de todo el mundo. En la actualidad es profesor en el Conservatorio Superior de Música de Alicante y director académico del Máster en Interpretación de Guitarra Clásica de la Universidad de Alicante.
- Manhattan School of Music, Nueva York
- Mannes School of Musica, Nueva York
- Bloomington School of Music, Indiana University
- University of Washington, Seattle
- Yale School of Music, Connecticut
- The Boston Conservatory, Massachusetts
- North Carolina School of Music
- California State University, Los Ángeles
- Lamont School of Music, Denver
- University of British Columbia, Vancouver
- Conservatorio Nacional de México

- Guildhall School of Music, Londres
- The Royal Danish Academy of Music, Dinamarca

- Sybelius Academy, Finlandia
- Conservatorio di Musica di Salerno, Italia
- Conservatorio Superior San Pietro di Napoli, Italia
- Academy of Arts, Islandia
- Conservatorio Superior de Murcia
- Conservatorio Superior de La Coruña
- Conservatorio Superior Santa Cruz de Tenerife
- Ikasmúsica, San Sebastián
- Escola Luthier, Barcelona

- Conservatorio de Damasco, Siria
- Hacettepe Üniversitesi Ankara Devlet Konservatuvarı, Turquía